# لوشتادت
لوشتادت (به آلمانی: Lustadt) یک شهر در آلمان است که در گرمرسهایم واقع شده‌است. لوشتادت ۳٬۳۰۳ نفر جمعیت دارد.